# Yingzhuang
Yingzhuang (kinesiska: 英庄, 英庄镇) är en köping i Kina. Den ligger i provinsen Henan, i den centrala delen av landet, omkring 250 kilometer sydväst om provinshuvudstaden Zhengzhou. Antalet invånare är 52988. Befolkningen består av 26 086 kvinnor och 26 902 män. Barn under 15 år utgör 21,0 %, vuxna 15-64 år 67 %, och äldre över 65 år 10,0 %.
Genomsnittlig årsnederbörd är 843 millimeter. Den regnigaste månaden är augusti, med i genomsnitt 143 mm nederbörd, och den torraste är januari, med 7 mm nederbörd.